# 安康五里铺机场
安康五里鋪機場，中國陝西省安康市漢濱區機場。抗日戰爭軍用機場，飛虎隊美國第十四航空隊基地。目前全面停航。該機場有道路通往316國道，延此向西約3.5公里有交流道可上包茂高速公路（G65），往北可通往西安市，往西可通往漢中市。在安康富强机场建成后，代替此機場。